# Iris cristata
Iris cristata är en irisväxtart som beskrevs av William Aiton. Iris cristata ingår i släktet irisar, och familjen irisväxter. Inga underarter finns listade i Catalogue of Life.

## Bildgalleri

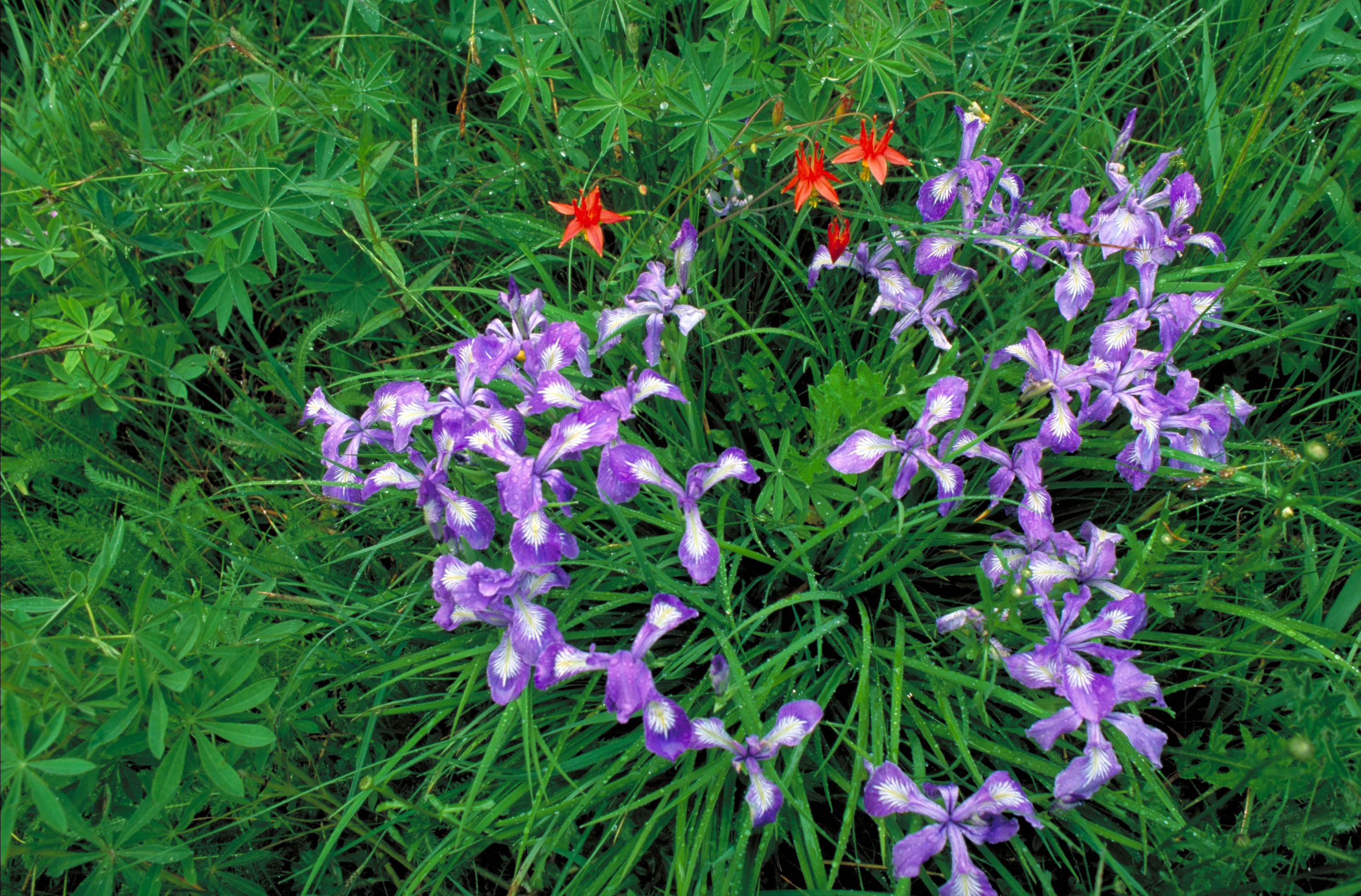
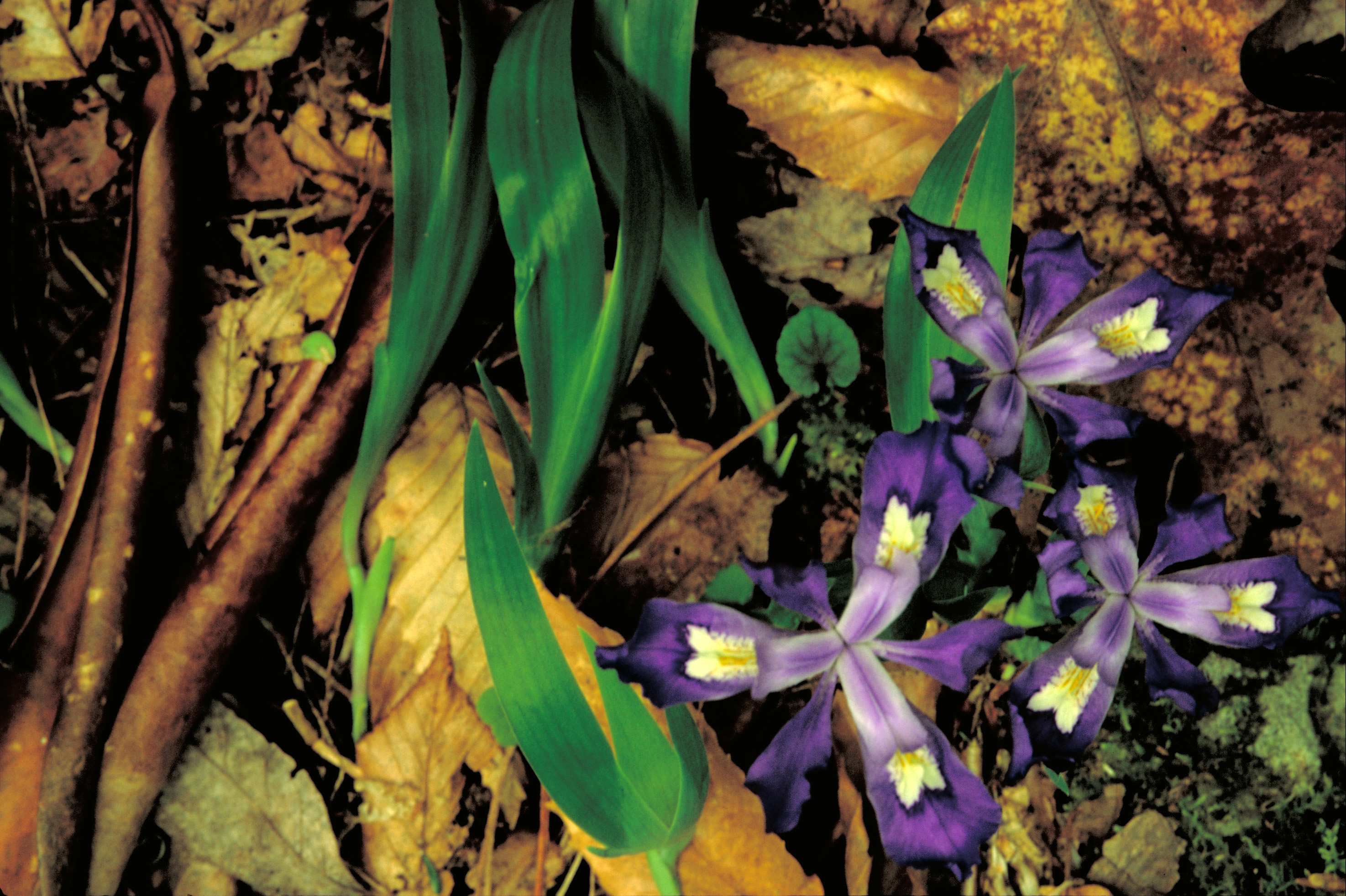
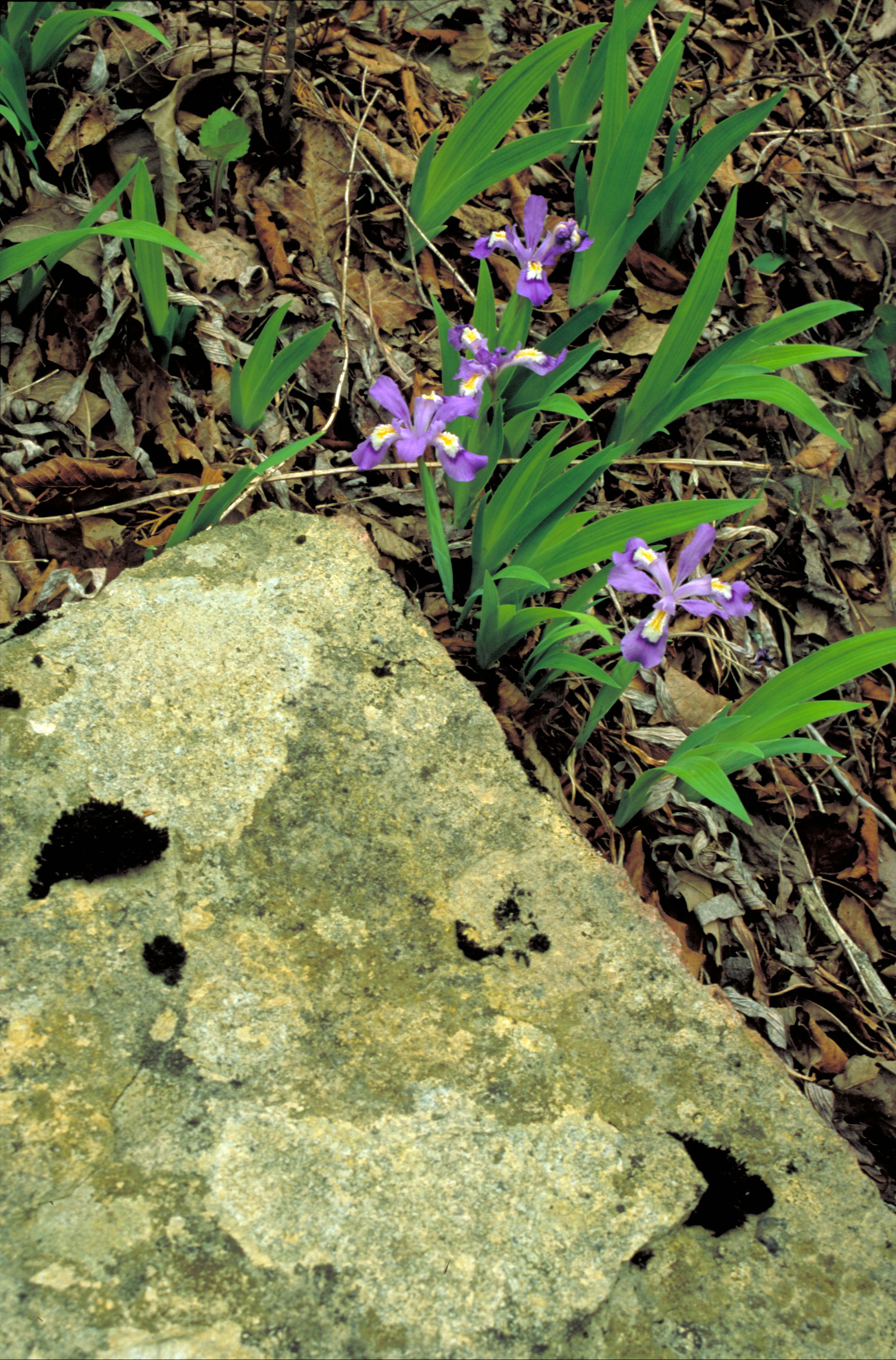
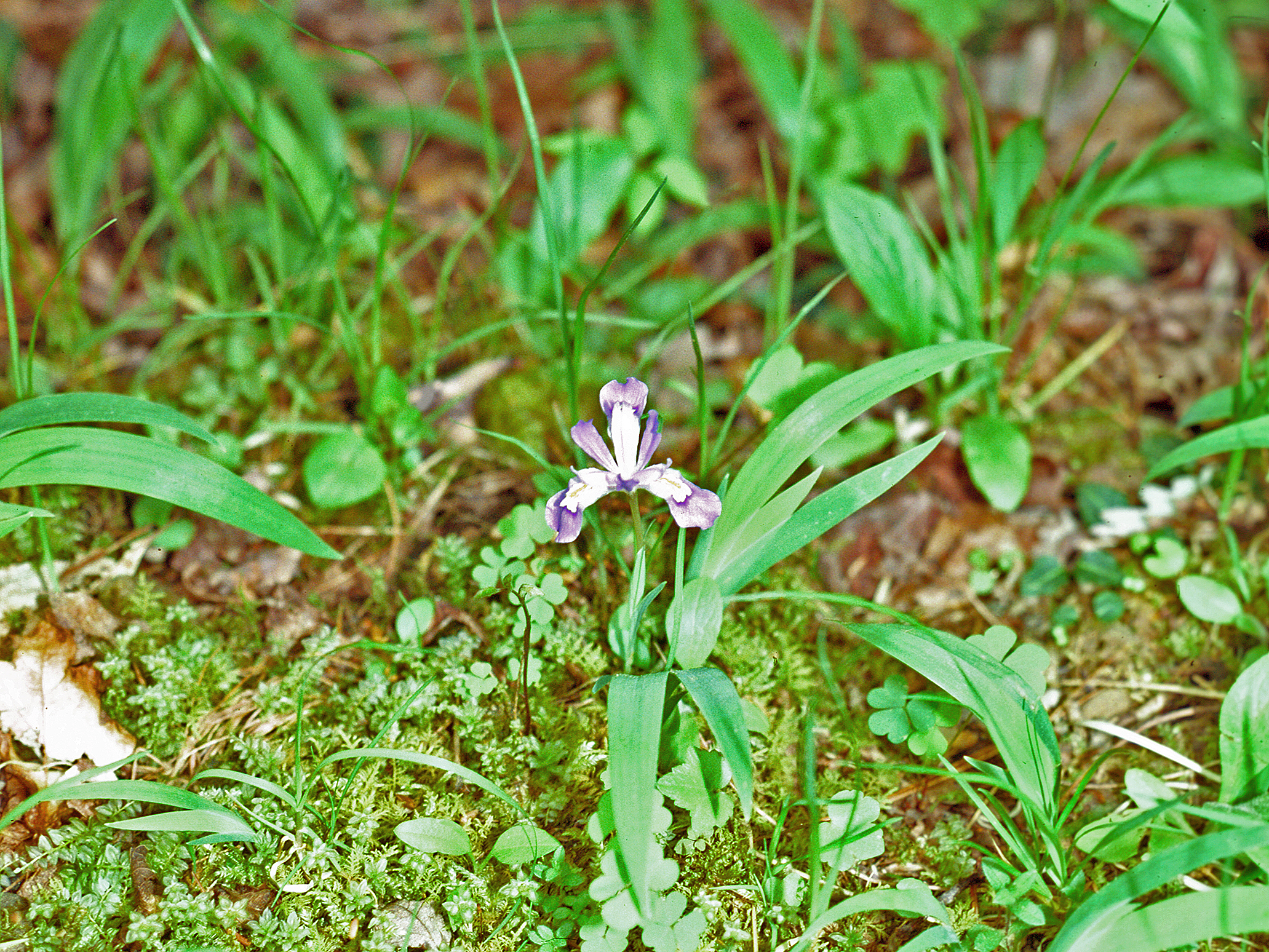
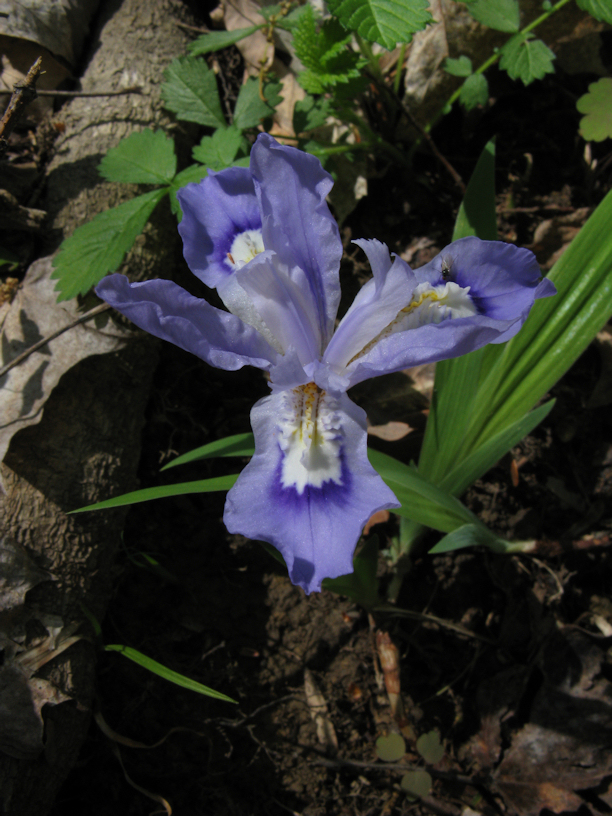
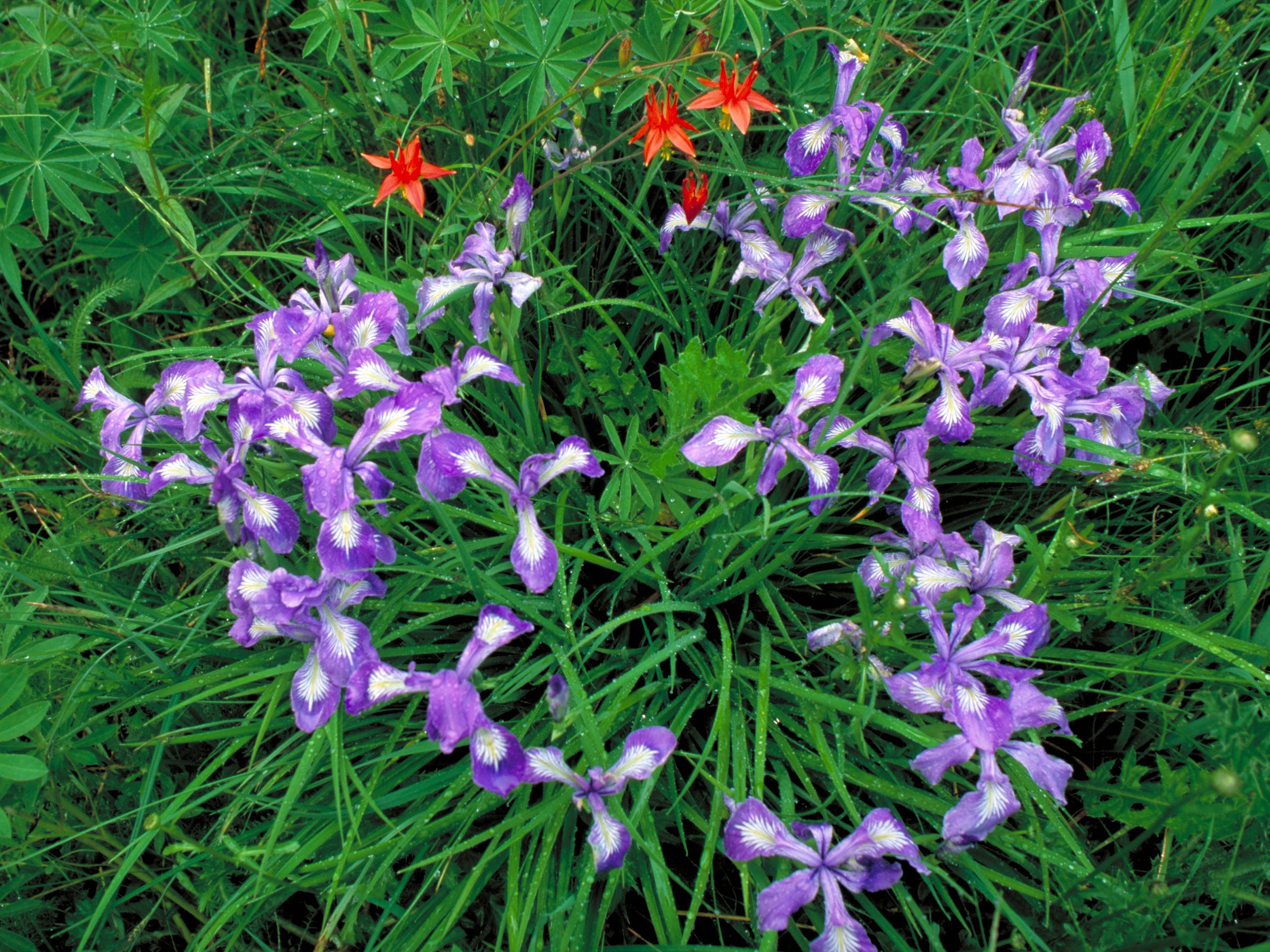